# Хейгияха
Хейгияха (устар. Хейги-Яха, она же Лонгъюган) — река в России, протекает по территории Надымского района Ямало-Ненецкого автономного округа. Один из левых притоков реки Надым.
Берёт начало в болотистой местности, при слиянии двух рек Ай-Лонгъёхан и Вон-Лонгъёхан. Высота истока — 47,7 м над уровнем моря. Длина реки — 243 км, площадь водосборного бассейна — 7910 км². Устье реки находится в 131 км по левому берегу реки Надым на высоте около 10 метров над уровнем моря.
В бассейне Хейгияха насчитывается 460 водотоков, из которых 10 рек длиной свыше 50 км. Основные притоки — Киртыгортъюган, Нияю, Марьяюган, Самородеяха, Хэбидяяха.
Половодье длится около двух месяцев. Средний годовой расход воды в устье — около 70 м³/с, объём годового стока реки — 2,3 км³. Самый многоводный месяц — июнь, самый маловодный — март.
Хейгияха покрывается льдом в октябре и открывается только в мае-июне. В обоих случаях для реки характерен ледоход.
В последнем десятилетии XX века река подвергалась серьёзному промышленному загрязнению (содержание нефтепродуктов выше ПДК в 8 — 12 раз, железа — в 10 — 15 раз по данным Омского управления по гидрометеорологии и мониторингу окружающей среды за 1991 г.).

## Притоки
- 6 км: Тыдэотта
- 37 км: Хэбидяяха
- 38 км: Хутта
- 52 км: река без названия
- 54 км: Лосьюган
- 55 км: Самородеяха
- 95 км: Яяха
- 99 км: Левая Хадыяха
- 102 км: Янгъяха
- 106 км: Правая Хадыяха
- 112 км: Хансядэйяха
- 116 км: река без названия
- 126 км: река без названия
- 129 км: река без названия
- 138 км: Марьяюган
- 153 км: река без названия
- 156 км: река без названия
- 162 км: река без названия
- 168 км: Горничашор
- 171 км: Теллеръяха
- 179 км: Нияю
- 180 км: Пыжашор
- 189 км: Поскашор
- 202 км: Ягъю
- 204 км: река без названия
- 212 км: Киртыгортъюган
- 230 км: Айюган
- 231 км: Лёкъю
- 243 км: Ай-Лонгъёхан
- 243 км: Вон-Лонгъёхан

## Данные водного реестра
По данным государственного водного реестра России относится к Нижнеобскому бассейновому округу, водохозяйственный участок реки — Надым, речной подбассейн реки — подбассейн отсутствует. Речной бассейн реки — Надым.